# Jarell Quansah
Jarell Amorin Quansah (ur. 29 stycznia 2003 w Warrington) – angielski piłkarz, występujący na pozycji środkowego obrońcy w niemieckim klubie Bayer 04 Leverkusen.

## Sukcesy

### Liverpool FC
- Puchar Ligi Angielskiej w piłce nożnej: 2021/22[4]

### Anglia U19
- Mistrzostwa Europy U-19: 2022